# Ian Smith (acteur)
Ian Smith (Melbourne (Victoria), 19 juni 1938) is een Australisch acteur en scenarioschrijver.

## Carrière
Smith werd bekend voor zijn rol van Harold Bishop in de soapserie Neighbours. Voorheen had hij een aantal gastrollen in Australische televisieseries, onder meer in Homicide. Hij had een langdurige rol in de televisieserie Prisoner, een serie die gemaakt werd door Reg Watson, de latere bedenker van Neighbours. Behalve zijn rol in de serie was Smith er ook script editor. De serie liep van 1979 tot 1986. Vanaf 1987 ging hij dan aan de slag in Neighbours. In 1991 verliet hij de show maar keerde terug in 1996. Hij acteerde zeventien seizoenen in Neighbours en verliet de serie in 2009. In 2011 keerde hij voor zes weken terug.
- Bibliothèque nationale de France: cb15111259p (data)
- International Standard Name Identifier: 0000 0001 1885 7684
- Library of Congress Control Number: nb2007002816
- MusicBrainz: de0ce303-6880-4c6a-b304-490122b2e5e8
- Virtual International Authority File: 12602841
- WorldCat: E39PBJyMfc6gp8KCdXXrJHQg8C